# Биертан
Биертан (на румънски: Biertan; на немски: Birthälm, на цигански: Biyertan, на унгарски: Berethalom) е село в централната част на Румъния, в северната част на окръг Сибиу, на 80 км северно от седалището му град Сибиу (Херманщат) и на 15 км източно от Медиаш. Биертан е едно от най-важните саксонски села с укрепени църкви в Трансилвания, които са обекти на Световното културно наследство на ЮНЕСКО от 1993 г. Селото е седалище на лютеранския епископ на Трансилвания в периода 1572-1867 г.

## История
Първото писмено свидетелство за Биертан датира от 1283 г. и представлява документ за таксите, платени от жителите на седем села, затова се предполага, че е създадено от трансилванските сакси в периода 1224-1283 г. Селището бързо се превръща във важно пазарище и през 1510 г. Биертан има население от около 5000 души. Между 1468 и 16 век в градчето е изградена укрепена църква. След края на Средновековието Биертан започва да запада поради разцвета на съседните Шесбург (дн. Сигишоара), Херманщат (дн. Сибиу) и Медиаш.
Според преброяването на населението от 1930 г. Биертан има 2331 жители, от които 1228 са трансилвански сакси. По време на Втората световна война много мъже са зачислени към румънската армия, а по-късно и към Вафен-СС. След войната много хора с немски произход са депортирани от областта. След падането на комунистическия строй през 1989 г. още от тях напускат страната и повечето се заселват в Германия.
Днес цялата община има население от 3000 души, а само село Биертан има 1600 жители. То е едно от най-посещаваните от туристи села в Трансилвания, историческо годишно сборище на трансилванските сакси, много от които живеят в Германия.

## Население
Според преброяването на населението през 2002 г. румънците представляват 68,58 % от населението на Биертан, представени са следните мацинства: циганско (22,23 %), немско (4,77 %) и унгарско (4,40 %). Община Биертан е официално двуезична, като едновременно румънски и немски са официални за обществеността, образованието, съдебната система и администрацията.

## Личности
- Артур Флепс (1881-1944) – немски генерал, роден в Биертан
- Сара Рьомишер (1919-2006) - жителка на Биертан, която след Втората световна война е депортирана принудително в Сибир[2]

## Галерия
- Изглед от Биертан
- Изглед от Биертан
- Сградата за разводи край градската църква